# 栂池高原スキー場
栂池高原スキー場（つがいけこうげんスキーじょう）は、長野県北安曇郡小谷村の栂池高原にあるスキー場である。

## 概要
- 初級から上級コースを備えた本格的スキー場である。馬の背コース、チャンピオンゲレンデは難関コースとして著名。ヘリスキー、ナイター営業を実施。クロスカントリーコースとジャンプ台が常設されている。
- スノーボードは全面滑走可能。
- 鐘の鳴る丘ゲレンデはコース幅が非常に広い(公称1,200m以上)。その名の通りコース途中に鐘が設置されたとんがり帽子の白い塔がある。この鐘を2人で鳴らすと幸せになれるといわれている。
- 1982年に設置されたゴンドラリフト「イブ」は、日本初の6人乗りゴンドラリフトで、延長4,120mは当時東洋一であった[2]。かつてはゴンドラリフト「イブ」の中間駅付近に、ケンタッキー・フライド・チキン栂池雪の広場店があり、ゴンドラに乗ったカーネル・サンダース人形がリフトを周回する広告は多数のテレビ番組やメディアに取り上げられていた。
- 2015年、バーガーキングが店舗を開いた[3]。甲信越地方唯一の店舗となっている。
- ヘリスキーは初春に実施される。天狗原までヘリで登り、そこから一番下まで降りると17 kmのロング滑走となる。
- 運営は白馬観光開発が行っている。かつて白馬観光開発は東急グループであったが、経営不振などを理由に白馬観光開発が2012年11月1日に日本スキー場開発への売却を発表。同日付で東急グループから離脱した。

## 沿革
- 1948年 - （株）白馬館が川内家萱場に休憩所を作り、同萱場をゲレンデとして整備し、小さなロープトウを架設。鐘の鳴る丘ゲレンデと称した[4]。
- 1949年 - 川内部落の鐘つき堂地籍に小規模ゲレンデを開設[4]。
- 1951年 - 前山スキー場を開業[4]。
- 1955年 - スキー学校の前身が発足。
- 1960年 - スキーリフト完成[4]。
- 1962年12月1日 - 白馬観光開発（株）によって馬の背コースが開発され、スキーリフト2基、山荘1棟を建設。栂の森、栂池平の山岳スキーと合わせ、現在の栂池高原スキー場へと発展[4][5]。
- 1970年 - 地元民出資により、栂池観光（株）を設立し、チャンピオンゲレンデ、丸山ゲレンデを開業[4]
- 1982年12月7日 - 日本初の6人乗りゴンドラリフト「イブ」竣工[6]。
- 1983年9月8日 - 栂池ジャンプ台着工[6]。
- 1984年 - 栂池シャッシェ完工（設計は元オリンピック選手の小野学、笠谷昌生）[2]。
- 1993年2月1日 - 2月5日 - 当スキー場において第42回全国高校スキー大会が開催された[7]。
- 1994年7月20日 - 栂池高原スキー場終点から栂池自然園までを結ぶ「栂池ロープウェイ」が開業[8]。
- 2012年11月1日 - 栂池ゴンドラリフト株式会社ふるさと企業大賞（総務大臣賞）受賞[9]。同日、東急の連結子会社である白馬観光開発の株式を、日本スキー場開発に譲渡し、東急グループより離脱[10]。

## スキー場データ
（出典：）
- 総面積 - 196ヘクタール
- 標高 - 800 m - 1,704 m（標高差 904 m）
- ゲレンデレベル比率  - 初級者50%、中級者30%、上級者20%
- 平均入り込み数 - 約27万人

## コース
コースは以下の通り。
- ビギナー向け
  - からまつゲレンデ
  - 親の原ゲレンデ
  - 鐘の鳴る丘ゲレンデ
- 初心者向け
  - 鐘の鳴る丘ゲレンデ
  - 鐘の鳴る丘ゲレンデ2
  - 丸山ゲレンデ
- 中級者向け
  - 鐘の鳴る丘ゲレンデ2
  - 丸山ゲレンデ
  - ハンの木コース
  - 白樺ゲレンデ
  - 栂の森ゲレンデ
- 上級者向け
  - 馬の背コース
  - チャンピオンゲレンデ
- 前山クロスカントリーコース
- リフトの数は28本。
  - ゴンドラリフト - 1基→1基
  - クワッドリフト - 10基→9基
  - トリプルリフト - 1基→1基
  - ペアリフト - 11基→7基
  - シングルリフト - 4基→0基
  - 動く歩道 - 1基

## 交通
- 長野自動車道 安曇野ICから約60 km
- 北陸自動車道 糸魚川ICから約31 km
- JR東日本大糸線 白馬駅・白馬大池駅・南小谷駅からバス（アルピコ交通）
- JR東日本長野駅から特急バス（アルピコ交通）
- 東京駅のバス乗り場から高速バス（アルピコ交通）　※冬季のみ運行
- 梅田駅・新大阪駅・京都駅から高速バス（アルピコ交通）　※冬季のみ運行